# Drum național 51A
Der Drum național 51A (rumänisch für „Nationalstraße 51A“, kurz DN51A) ist eine Hauptstraße in Rumänien.

## Verlauf
Die Straße zweigt in Zimnicea vom Drum național 51 nach Nordwesten ab und verläuft in einigem Abstand zur Donau über Piatra, wo der Drum național 65A nach Roșiorii de Vede abzweigt, nach Turnu Măgurele, wo sie in den Drum național 52 einmündet und an diesem endet.
Die Länge der Straße beträgt rund 55,5 Kilometer.